# Litopenaeus
Litopenaeus és un gènere de crustacis decàpodes del subordre Dendrobranchiata, anteriorment inclòs dins el gènere Penaeus. WoRMS el considera sinònim de Penaeus.

## Taxonomia
El gènere Liropenaeus consta de cinc espècies:
- Litopenaeus occidentalis (Streets, 1871)
- Litopenaeus schmitti (Burkenroad, 1936)
- Litopenaeus setiferus (Linnaeus, 1767)
- Litopenaeus stylirostris (Stimpson, 1871)
- Litopenaeus vannamei (Boone, 1931)